# Tekstura
Tekstura (površina) je osobina (vanjski izgled) neke plohe. Ona može biti glatka/hrapava, sjajna/mat.
Postoje teksture u prirodi koje opisujemo kao glatke, hrapave (raspucane, sitno-zrnaste, krupno-zrnaste, naborane, igličaste itd.).
Tekstura kao likovni element se javlja u kiparstvu, arhitekturi i slikarstvu. U kiparstvu i arhitekturi tekstura je stvarna (površina, fasada građevine ili površina skulpture), dok je u slikarstvu nestvarna (imitirana, iluzija teksture).
Slikarska obrada površine zove se faktura, a ovisi o tome koliko je (i na koji način) naneseno boje na sliku. Tako faktura može biti ujednačena/neujednačena, glatka ili više-manje reljefna. Boja se može nanositi u tankom sloju, prozirno, pa je takav namaz lazuran (rijedak), a faktura glatka. Ako se boja nanese u debelim i gustim namazima (ili se samo istisne iz tube) nastaje pastozan (gust) namaz, a faktura je reljefna.